# كالي ويلسون
كالي ويلسون هو لاعب هوكي جليد كندي، ولد في 5 يونيو 1892 في وينيبيغ في كندا، وتوفي في 7 يوليو 1962.

## وصلات خارجية
- كالي ويلسون على موقع دوري الهوكي الوطني (الإنجليزية)
- كالي ويلسون على موقع قاعة مشاهير الهوكي (لاعب أن.إتش.أل) (الإنجليزية)
- كالي ويلسون على موقع EliteProspects.com (الإنجليزية)
- كالي ويلسون على موقع Hockey-Reference.com (الإنجليزية)